# Mimomyia elegans
Mimomyia elegans är en tvåvingeart som först beskrevs av Taylor 1914.  Mimomyia elegans ingår i släktet Mimomyia och familjen stickmyggor. Inga underarter finns listade i Catalogue of Life.